# Notholmens naturreservat
Notholmen är ett naturreservat i Nordanstigs kommun i Hälsingland.
Reservatet ligger utanför Mellanfjärdens fiskeläge, ca 6 km sydost om Jättendal. Det är 45 ha stort och bildades 1978. Området består av en ö med omkringliggande vatten.
Skogsmarken på ön består främst av tall och gran, med lövträd längs stränderna. Marken är blockrik och innehåller en stor mängd död ved i form av torrakor och granlågor. Längs öns kust finns klipphällar, klapperstensfält och sandstränder. På ön växer örtaggsvamp och tallört. I fågellivet märks fisktärna, häger och svärta.
På ön finns ett litet gravfält med spår från järnåldern. 